# Alcamani
Alcamani är en ort i Mexiko.   Den ligger i kommunen Acatepec och delstaten Guerrero, i den södra delen av landet, 250 km söder om huvudstaden Mexico City. Alcamani ligger 1 272 meter över havet och antalet invånare är 464.
Terrängen runt Alcamani är kuperad västerut, men österut är den bergig. Runt Alcamani är det ganska tätbefolkat, med 56 invånare per kvadratkilometer. Närmaste större samhälle är Pascala del Oro, 17,5 km sydost om Alcamani. I omgivningarna runt Alcamani växer huvudsakligen savannskog.